# Włodzimierz Sieradzki
Włodzimierz Jan Sieradzki (ur. 22 października 1870 w Wieliczce, zm. 4 lipca 1941 we Lwowie) – polski lekarz, specjalista medycyny sądowej. Profesor Uniwersytetu Jana Kazimierza i rektor tej uczelni w roku akademickim 1924/1925.

## Życiorys
Urodził się 22 października 1870 w Wieliczce, w rodzinie Apolinarego i Zofii z Boratyńskich. Od 1881 uczęszczał do gimnazjum św. Anny w Krakowie, później w Rzeszowie, ale ostatnie lata szkoły średniej odbył w gimnazjum w Jaśle i tam zdał maturę w 1888. Studia medyczne rozpoczął w 1888 na Wydziale Lekarskim Uniwersytetu Jagiellońskiego, gdzie otrzymał złote stypendium im. cesarza Franciszka Józefa i cesarzowej Elżbiety. W dniu 11 lipca 1894 uzyskał dyplom doktora wszech nauk lekarskich. W dniach od 10 listopada 1895 do 10 lipca 1896 odbywał studia uzupełniające w zakresie medycyny i toksykologii sądowej w Paryżu, dzięki uzyskanemu stypendium im. Kasperka na mocy Uchwały Senatu Akademickiego Uniwersytetu Jagiellońskiego.
W dniu 15 lipca 1896 został mianowany biegłym sądowym na okręg krakowski przez Sąd Krajowy w Krakowie. W dniu 1 października 1898 powierzono mu organizację Zakładu Medycyny Sądowej przy Uniwersytecie we Lwowie i jego kierownictwo. Funkcje kierownika pełnił nieprzerwanie przez 42 lata do 1941. W 1899 uzyskał tytuł profesora nadzwyczajnego medycyny sądowej. Od 1904 profesor zwyczajny i kierownik zakładu medycyny sądowej na Uniwersytecie Jana Kazimierza. Parokrotnie był dziekanem Wydziału Lekarskiego (1908/1909, 1919/1920), rektor UJK w roku akademickim 1924/1925. Ponadto członek Naczelnej Rady Zdrowia i Rady Zdrowia Okręgu Lwowskiego, prezes (później członek honorowy) Lwowskiego Towarzystwa Lekarskiego, członek honorowy Wileńskiego Towarzystwa Lekarskiego, współzałożyciel Polskiego Towarzystwa Medycyny Sądowej i Kryminalnej, członek zarządu Towarzystwa Szkoły Ludowej oraz Polskiego Towarzystwa Gimnastycznego „Sokół”
Autor licznych publikacji z medycyny sądowej o kierunku ściśle przyrodniczym. W swoich badaniach koncentrował się nad wpływem tlenku węgla na poszczególne barwniki krwi takie jak: hemoglobinę, hematynę alkaliczną i kwaśną, hematoporfinę kwaśną i alkaliczną. Razem z Leonem Wachholzem był twórcą nowej metody oznaczania hemoglobiny tlenkowo-węglowej – tzw. "próba Wachholza-Sieradzkiego", która weszła do piśmiennictwa sądowo-lekarskiego na całym świecie. To z jego inicjatywy w 1927 przy Zakładzie Medycyny Sądowej Uniwersytetu we Lwowie powstała pracownia do badań chemiczno-toksykologicznych.
Zginął w egzekucji grupy profesorów lwowskich, zamordowanych przez Niemców w nocy 4 lipca 1941 na Wzgórzach Wuleckich.

## Ordery i odznaczenia
- Krzyż Komandorski Orderu Odrodzenia Polski (10 listopada 1938)[4][5]
- Miecze Hallerowskie (przed 1926)[6]
- Kawaler Orderu Legii Honorowej (Francja)

## Rodzina
Od 1898 był mężem Karoliny (Liny) z domu Zaremba (1878–1955), z którą miał syna Jerzego, który poległ w obronie Lwowa i córkę Aleksandrę (1900–1978), żonę kapitana WP Kazimierza Nieżychowskiego. Dziadek aktora i dziennikarza Jacka Nieżychowskiego.